# Se, hvilken klovn
|  | Denne artikel er oprettet af botten Steenthbot ud fra en ekstern database. Den kan derfor have sproglige fejl eller mangler. Denne skabelon kan fjernes efter kontrol af indholdet. |

Se, hvilken klovn er en dansk kortfilm fra 2017 instrueret af Jacob Thomas Pilgaard.

## Handling
Hospitalsklovnen Elias har sin sidste vagt. Han er indstillet på, at arbejdet med børnene er slut. En lille familie kommer ind deres syge pige. Mødet med barnet bringer al fortidens smerte op i Elias, der får en mulighed for at råde bod på sit livs største fejltagelse.

## Medvirkende
- Tommy Kenter, Elias
- Katrine Greis-Rosenthal, Thea
- Anna Reumert, Stine
- Rudi Køhnke, David
- Simone Lykke, Julie
- Celine Mortensen, Ida
- Emil Tholstrup, William
- Lise Søllested, Sygeplejerske
- Hans Henrik Søllested, Torben
- Daniel Guldmann Damgaard, Portør